# Eveniment Heinrich

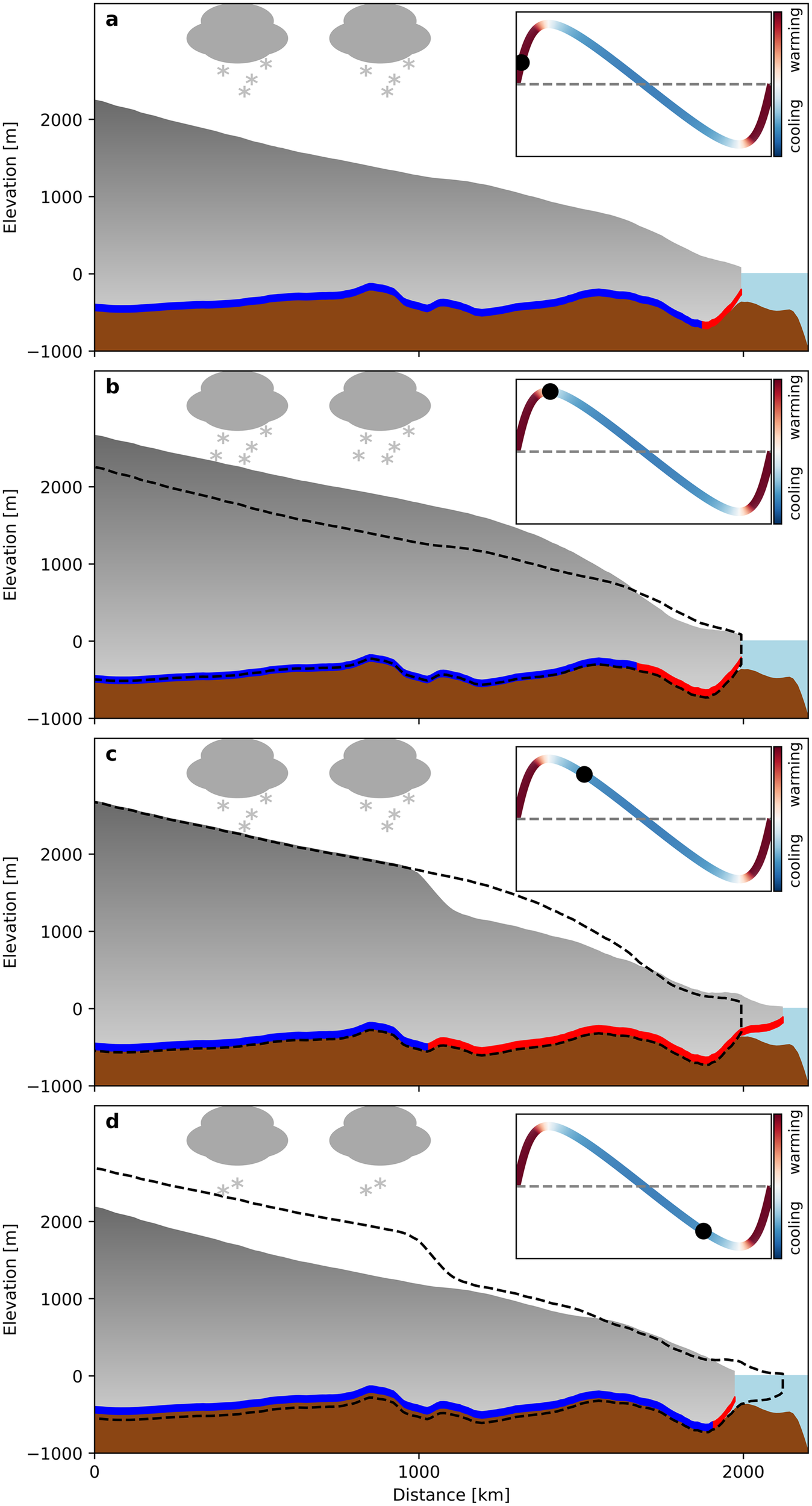
O reconstrucție a modului în care ar fi probabil decurs un eveniment Heinrich, când calota de gheață laurentidă crește mai întâi într-o poziție nesustenabilă, baza periferiei sale devenind prea caldă, și apoi pierde rapid gheața până când este redusă la o dimensiune sustenabilă

Un eveniment Heinrich este un fenomen natural în care grupuri mari de aisberguri se desprind din calota de gheață laurentidă și trec prin strâmtoarea Hudson în Atlanticul de Nord. Descrise pentru prima dată de geologul marin Hartmut Heinrich, au avut loc în cinci din ultimele șapte perioade glaciare în ultimii 640.000 de ani. Evenimentele Heinrich sunt deosebit de bine documentate pentru ultima perioadă glaciară, dar absente în special din penultima glaciație. Aisbergurile conțineau roci care fuseseră erodate de ghețari și, pe măsură ce aisbergurile se topeau, acest material cădea pe fundul mării formând depozite numite straturi Heinrich.
Topirea aisbergurilor a făcut ca cantități mari de apă dulce să ajungă în Atlanticul de Nord. Asemenea aporturi de apă rece și dulce ar fi putut modifica circulația termohalină în ocean, determinate de densitatea apei marine, și adesea coincid cu fluctuațiile climatice globale.
S-au propus diferite mecanisme pentru a explica cauzele evenimentelor Heinrich, dintre care majoritatea implică instabilitatea calotei laurentide, o calotă de gheață continentală care acoperea cea mai mare parte a nord-estului Americii de Nord în timpul ultimei perioade glaciare. Alte calote de gheață din emisfera nordică erau și ele potențial implicate, cum ar fi cea fennoscandică și cea din Islanda/Groenlanda. Cu toate acestea, cauza inițială a acestei instabilități este încă dezbătută.